# Д’Эсте, Мария Тереза Фелицита
Мари́я Тере́за Фелицита́ д’Э́сте (итал. Maria Teresa Felicitas d’Este, фр. Marie-Thérèse-Félicité d'Este; 6 октября 1726, Реджо-нель-Эмилия, Герцогство Модена и Реджо — 30 апреля 1754, Париж, Королевство Франция) — принцесса из дома Эсте; дочь Франческо III, герцога Модены и Реджо. В замужестве — герцогиня де Пентьевр.

## Биография
Мария Тереза Фелицита была старшей дочерью и третьим ребёнком в семье герцога Модены и Реджо Франческо III д’Эсте и принцессы Шарлотты Аглаи Орлеанской, урождённой мадемуазель де Валуа. По отцовской линии она была внучкой герцога Модены и Реджо Ринальдо III д’Эсте и принцессы Шарлотты Брауншвейг-Люнебургской. По материнской линии приходилась внучкой регенту Франции Филиппу II, герцогу Орлеанскому и принцессе Франсуазе-Марии де Бурбон, урождённой мадемуазель де Блуа. Принцесса родилась 6 октября 1726 года в 17 часов в Реджо-нель-Эмилии (по другой версии в Модене). В войне за австрийское наследство отец Марии Терезы Фелициты занял сторону французов, за что был изгнан из своих владений австрийцами и сардинцами в июне 1742 года. В 1743 году мать принцессы, вместе с дочерьми, вернулась на родину во Францию.
В начале 1744 года герцогиня решила выдать старшую дочь замуж за герцога де Пентьевра Луи-Жана-Мари де Бурбона (16.11.1725 — 04.03.1793), старшего сына графа Тулузского Луи-Александра де Бурбона. Стороны договорились о браке вопреки желанию бабки Марии Терезы Фелициты, вдовствующей герцогини Орлеанской, которая хотела устроить брак внучки с принцем крови. Однако планы выдать принцессу замуж за герцога Шартрского и принца Конти не увенчались успехом. Мария Тереза Фелицита сочеталась браком с девятнадцатилетним герцогом де Пентьевр в полдень 29 декабря 1744 года в дворцовой часовне Версаля в присутствии всей королевской семьи и принцев крови. Современники описывали восемнадцатилетнюю невесту, как высокую и светлокожую блондинку, не отличавшуюся красотой. Несмотря на то, что согласие сторон на брак было получено ещё в начале 1744 года, свадебную церемонию пришлось отложить до конца того же года из-за военных событий и ожидания диспенсации от Святого Престола, потому что жених и невеста имели общих предков — короля Людовика XIV и мадам де Монтеспан, и состояли во второй степени родства. Разрешение на брак от римского папы пришло в Версаль лишь 20 декабря. Венчание в церкви возглавил кардинал де Роган. Накануне в дворцовом зале Лей-де-Бёф состоялась торжественная церемония подписания брачного договора. Вскоре после свадьбы Мария Тереза Фелицита, вероятно, отправилась, вместе с мужем, в замок в Рамбуйе.
Брак герцога и герцогини де Пентьевр, продлившийся десять лет, современники описывали как счастливый. Муж был предан молодой жене на протяжении всей её жизни. После рождения их первенца в январе 1746 года Мария Тереза Фелицита последовала за супругом в Бретань, куда герцог де Пентьевр был назначен на пост губернатора с поручением укрепить оборону провинции от нападений со стороны англичан. В сентябре 1747 года, когда её муж находился ещё в Бретани, она родила второго сына в Париже. Дальнейшие беременности герцогини следовали с интервалом почти в год. В браке родилось семеро детей, но только двое дожили до совершеннолетия:
- Луи-Мари де Бурбон (02.01.1746 — 15.11.1749), герцог де Рамбуйе, умер в младенческом возрасте;
- Луи-Александр-Жозеф-Станислас де Бурбон (06.09.1747 — 06.05.1768), принц де Ламбаль, в 1767 году сочетался браком с Марией Терезой Луизой Кариньянской (08.09.1749 — 03.09.1792), принцессой из Савойского дома;
- Жан-Мари де Бурбон (17.11.1748 — 19.05.1755), герцог Шатовийен, умер в детском возрасте;
- Венсан-Мари-Луи де Бурбон (22.06.1750 — 14.03.1752), граф де Генган, умер в младенческом возрасте;
- Мария-Луиза де Бурбон (18.10.1751 — 25.09.1753[14]), умерла в младенческом возрасте;
- Луиза-Мария-Аделаида де Бурбон (13.03.1753 — 23.06.1821), мадемуазель де Пентьевр, в 1769 году сочеталась браком с Луи-Филиппом II Жозефом, герцогом Орлеанским (13.04.1747 — 06.11.1793);
- Луи-Мари-Фелисите де Бурбон (29.04.1754 — 30.04.1754), умер вскоре после рождения.

В феврале 1754 года Мария Тереза Фелицита заболела пневмонией во время седьмой беременности. Состояние беременной герцогини продолжало ухудшаться. В конце апреля в Париже у неё произошли преждевременные роды и, спустя двенадцать часов, она умерла в 2 часа ночи 30 апреля 1754 года в возрасте 27 лет. Герцогиня была похоронена с телом младшего сына, который умер через день после своего рождения. 2 мая того же года их останки перенесли в Рамбуйе, где на следующий день похоронили в местной церкви, вместе с другими умершими детьми герцогской четы. Герцог де Пентьевр горячо переживал смерть жены и, хотя ему было всего 29 лет, больше никогда не женился. После продажи Рамбуйе королю Людовику XVI, 25 ноября 1783 года останки Марии Терезы Фелициты, вместе с прахом других членов семьи, торжественно перезахоронили в соборной церкви Святого Стефана в замке Дрё. Спустя десять лет, во время Великой Французской революции гробница герцогини была вскрыта, а её останки захоронили в братской могиле. Позднее они были перезахоронены в Королевской часовне в Дрё, основанной дочерью Марии Терезы Фелециты, герцогиней Орлеанской Луизой-Марией-Аделаидой де Бурбон.